# هيكتور لونا
هيكتور لونا هو لاعب كرة قاعدة دومينيكاني، ولد في 1 فبراير 1980 في مونتي كريستي في جمهورية الدومينيكان.

## وصلات خارجية
- هيكتور لونا على موقع دوري كرة القاعدة الرئيسي (الإنجليزية)
- هيكتور لونا على موقع الدوري الياباني لكرة القاعدة (الإنجليزية)
- هيكتور لونا على موقعبيزبول رفرنس.كوم (الدوري الرئيسي) (الإنجليزية)
- هيكتور لونا على موقعبيزبول رفرنس.كوم (الدوري الثانوي) (الإنجليزية)
- هيكتور لونا على موقع إي إس بي إن.كوم (أم.أل.بي) (الإنجليزية)
- هيكتور لونا على موقع مشجعي الرسوم البيانية (الإنجليزية)